# Stictoptera subobliquella
Stictoptera subobliquella är en fjärilsart som beskrevs av Embrik Strand 1917. Stictoptera subobliquella ingår i släktet Stictoptera och familjen nattflyn. Inga underarter finns listade i Catalogue of Life.